# Ümit Davala
Ümit Davala, né le 30 juillet 1973 à Mannheim (Allemagne), est un footballeur international turc évoluant au poste de milieu.

## Biographie
Davala dispute sa première compétition officielle lors de l'Euro 2000. Sélectionné pour la Coupe du monde 2002, il participe à l'épopée turque qui décrochera la troisième place. Durant la compétition, il s'illustre en marquant deux buts face à la Chine au premier tour puis face au Japon en 1/8e de finale.  
Il passe deux ans en Italie mais est immédiatement prêté au Galatasaray SK. 
Durant la saison 2006, il arrête sa carrière à cause de blessures récurrentes. 
Après avoir été sélectionneur de l'équipe de Turquie espoirs, il est membre du staff d'entraînement du Galatasaray SK au côté de Michael Skibbe. 
En 2004, il sort un album de rap.

## Carrière de joueur
- 1989-1990 :  VfR Mannheim
- 1990-1992 :  ASV Feudenheim
- 1992-1994 :  Türkspor Mannheim
- 1994-1995 :  Afyonspor
- 1995-1995 :  Istanbulspor
- 1996-1996 :  Diyarbakirspor
- 1996-2001 :  Galatasaray
- 2001-2002 :  Milan AC
- 2002-2003 :  Inter Milan
- 2002-2003 :  Galatasaray
- 2003-2006 :  Werder Brême

## Carrière d'entraîneur
- 2007-2008 :  Turquie Espoir
- 2008-2009: Galatasaray (Turquie). (entraîneur adjoint)
- 2011-: Galatasaray (Turquie). (entraîneur adjoint)

## Palmarès
- Vainqueur de la Supercoupe de l'UEFA : 2000 avec Galatasaray
- Vainqueur de la Coupe UEFA : 2000 avec Galatasaray
- Champion de Turquie : 1997, 1998, 1999, 2000 et 2002 avec Galatasaray
- Champion d'Allemagne et vainqueur de la Coupe d'Allemagne : 2004 avec le Werder Brême
- Vainqueur de la Coupe de Turquie : 1999 et 2000 avec Galatasaray

## Carrière internationale
- International turc (40 sélections, 4 buts)
- 3e de la Coupe du monde de 2002
- A participé à la Coupe du monde de 2002 (7 matchs, 2 buts)
- A participé au Championnat d'Europe 2000 (2 matchs)